# Détrier
Détrier é uma comuna francesa na região administrativa de Auvérnia-Ródano-Alpes, no departamento de Saboia. Estende-se por uma área de 2,25 km², com 286 - densité: 127 hab/km² habitantes, segundo os censos de 1999, com uma densidade de 127 hab/km².